# Rozdělovač

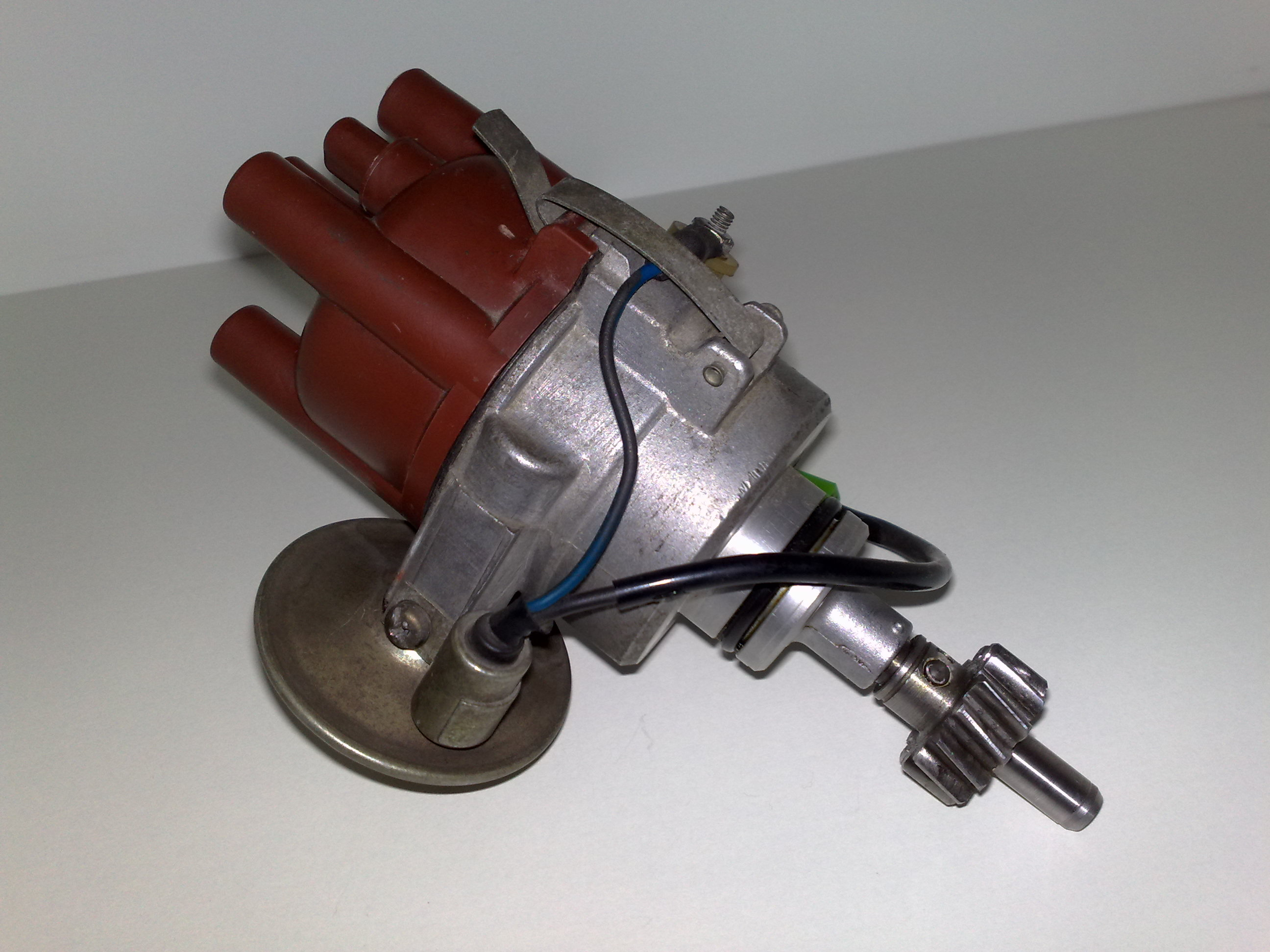
Rozdělovač čtyřválcového motoru

Rozdělovač je zařízení, které přivádí impulzy vysokého napětí na jednotlivé zapalovací svíčky zážehových spalovacích motorů a tím zajišťuje správné pořadí zapalování jednotlivých válců. Konstrukčně bývá spojen s řízením předstihu. U starších automobilů, kde je jen jeden společný zdroj vysokého napětí (cívka a přerušovač), je rozdělovač mechanický rotační přepínač, poháněný od vačkového hřídele. U novějších automobilů má každý válec vlastní zdroj vysokého napětí a rozdělování i řízení předstihu je řízeno elektronicky počítačem, který zároveň řídí i vstřikování paliva.